# إيشيرو ناكاياما
إيشيرو ناكاياما (باليابانية: 中山伊知郎؛ بالكانا: なかやま いちろう) هو اقتصادي ياباني، ولد في 20 سبتمبر 1898، وتوفي في 9 أبريل 1981.